# Hermanniidae
Hermanniidae är en familj av kvalster. Enligt Catalogue of Life ingår Hermanniidae i överfamiljen Hermannioidea, ordningen Sarcoptiformes, klassen spindeldjur, fylumet leddjur och riket djur, men enligt Dyntaxa är tillhörigheten istället ordningen kvalster, klassen spindeldjur, fylumet leddjur och riket djur. Enligt Catalogue of Life omfattar familjen Hermanniidae 83 arter. 
Hermanniidae är enda familjen i överfamiljen Hermannioidea.
Kladogram enligt Catalogue of Life och Dyntaxa:
| Hermanniidae | \| \| Galapagacarus \| \| \| \| \| \| Hermannia \| \| \| \| \| \| Neohermannia \| \| \| \| \| \| Phyllhermannia \| \| \| \| |
|              | \| \| Galapagacarus \| \| \| \| \| \| Hermannia \| \| \| \| \| \| Neohermannia \| \| \| \| \| \| Phyllhermannia \| \| \| \| |
|              | Galapagacarus |
|              | |
|              | Hermannia |
|              | |
|              | Neohermannia |
|              | |
|              | Phyllhermannia |
|              | |